# Paulí Petrocori
Paulí Petrocori (en llatí Petrocorius o Petricordius) va ser un eminent retòric gal esmentat per Sidoni Apol·linar.
El nom Petricordi el donen les referències escrites, però s'ha corregit a Petrocori perquè era suposadament nascut a Petrocorii (Perigús, en francès: Périgueux). Ocasionalment se l'anomena Benedictus, però això sembla un error en confondre'l amb Paulí de Nola, que era benedictí. Hom suposa que era amic de Perpetu, bisbe de Tours del 461 al 491 i a petició d'aquest va escriure en vers la vida de Sant Martí de Tours.
Algunes de les seves obres conegudes portaven per títol: 
- De Vita S. Martini. Una biografia de Martí de Tours en hexàmetres, dividida en sis llibres. Els tres primers són poc més que una còpia del llibre De beati Martini vita de Sulpici Sever, el quart i el cinquè copien els miracles que el mateix Sulpici Sever inclou als Dialogi duo, i el sisè explica els fets miraculosos que havien passat davant de la tomba de sant Martí i que el bisbe Perpetu havia vist.
- De Visitatione Nepoltione sui. Descriu la visita que va fer amb motiu de la curació, suposadament miraculosa, que el seu net i la noia amb qui estava casat o promès, havien experimentat gràcies a un document, aparentment el relat de els miracles de Sant Martí, escrit per la mà del bisbe.
- De Orantibus. Una sèrie de frases en hexàmetres pensades per a ser escrites a les parets de la nova església de Tours, on s'hi havia enterrat el cos de sant Martí.
- Perpetuo Episcopo Epistola. Una carta on explicava al bisbe Perpetu els seus escrits inclosos a De visitatione i a De orantibus.[1]